# Žerjavin
Žerjavin je naselje v Občini Šentjernej.